# Schweiz i olympiska vinterspelen 2018
Schweiz deltog i de olympiska vinterspelen 2018 i Pyeongchang, Sydkorea, med en trupp på 165 idrottare (94 män och 71 kvinnor) vilka tävlade i 14 sporter.
Vid invigningsceremonin bars Schweiz flagga av längdskidåkaren Dario Cologna.

## Medaljörer
| Medalj | Namn                                                                     | Sport            | Gren                          | Datum            |
| ------ | ------------------------------------------------------------------------ | ---------------- | ----------------------------- | ---------------- |
| Guld   | Michelle Gisin                                                           | Alpin skidåkning | Damernas kombination          | 22 februari 2018 |
| Guld   | Luca Aerni Denise Feierabend Wendy Holdener Daniel Yule Ramon Zenhäusern | Alpin skidåkning | Lagtävling                    | 24 februari 2018 |
| Guld   | Sarah Höfflin                                                            | Freestyle        | Damernas slopestyle           | 17 februari 2018 |
| Guld   | Dario Cologna                                                            | Längdskidåkning  | Herrarnas 15 km               | 16 februari 2018 |
| Guld   | Nevin Galmarini                                                          | Snowboard        | Herrarnas parallellstorslalom | 24 februari 2018 |
| Silver | Wendy Holdener                                                           | Alpin skidåkning | Damernas slalom               | 16 februari 2018 |
| Silver | Ramon Zenhäusern                                                         | Alpin skidåkning | Herrarnas slalom              | 22 februari 2018 |
| Silver | Beat Feuz                                                                | Alpin skidåkning | Herrarnas super-G             | 16 februari 2018 |
| Silver | Jenny Perret Martin Rios                                                 | Curling          | Mixed dubbel                  | 13 februari 2018 |
| Silver | Mathilde Gremaud                                                         | Freestyle        | Damernas slopestyle           | 17 februari 2018 |
| Silver | Marc Bischofberger                                                       | Freestyle        | Herrarnas skicross            | 21 februari 2018 |
| Brons  | Wendy Holdener                                                           | Alpin skidåkning | Damernas kombination          | 22 februari 2018 |
| Brons  | Beat Feuz                                                                | Alpin skidåkning | Herrarnas störtlopp           | 15 februari 2018 |
| Brons  | Peter de Cruz Benoît Schwarz Claudio Pätz Valentin Tanner Dominik Märki  | Curling          | Herrarnas turnering           | 23 februari 2018 |
| Brons  | Fanny Smith                                                              | Freestyle        | Damernas skicross             | 23 februari 2018 |